# Шаватский район
Шаватский район (узб. Shovot tumani / Шовот тумани) — административная единица в Хорезмской области Узбекистана. Административный центр — городской посёлок Шават.
Население — 171 700 человек в 2021.

## История
Шаватский район был образован 29 сентября 1926 года. В 1938 году вошёл в состав Хорезмской области.

## География
Территориально район граничит на юге — с Кушкупиром, на юго-востоке — с Ургенчем, на северо-востоке — с Гурленским районом, на севере, северо-западе и западе — с Туркменистаном. Площадь — 460 км².
Районный центр, посёлок городского типа Шават (узб. Шовот), расположен на левом берегу канала Шават, в 40 км от областного центра (город Ургенч).

## Население
Население составляет 126 200 человек (2004 год). Население Шавата составляет 15 800 человек, в основном узбеки, а также представители казахской, туркменской, татарской, русской, корейской и других национальностей (2004 год). Плотность населения составляет в среднем 274 человека на 1 км².

## Административно-территориальное деление
По состоянию на 1 января 2011 года в состав района входят:
- 7 городских посёлков:

1. Буйрачи,
2. Ипакчи,
3. Кангли,
4. Кат-кала,
5. Монак,
6. Чигатай,
7. Шават.

- 11 сельских сходов граждан:

1. Бешмерган,
2. Буйрачи,
3. Ижтимаят,
4. Кангли,
5. Кат-кала,
6. Кият,
7. Узбекистан,
8. Хитой,
9. Чигатай-кала,
10. Чоклы,
11. Шават-кала.

## Инфраструктура
В посёлке развито сельское хозяйство, рыболовство и ремесленные центры.
В ближайшее время будет проведена железная дорога из Шаватского района в Караузякский общей протяженностью 79 км. Строительство позволит сократить расстояние и время. Компания «Узбекистон темир йуллари» уже опубликовала детали проекта строительства нового автомобильно-железнодорожного моста через Амударью и железной дороги «Шават — Гурлен — Джумуртау — Кипчак».

## Экономика
В Шаватском районе имеются следующие крупные предприятия:
- Текстильная фабрика «Uztex Shovot»;
- Хлопкоочистительный завод;
- Асфальтобетонный завод;
- Текстильная фабрика «Katqal’a tex».
- Завод по производству кузовов изотермических и рефрижераторов «SV SHAVAT COLD VAN»

## Археологические изыскания
Шаватский район известен как скопление археологических точек, усиленное изучение которых началось после визита Президента Республики Узбекистан Ш. М. Мирзиёева в Хорезмскую область 12-13 декабря 2020 года. Были поставлены задачи, которые предусматривали археологические раскопки на памятнике Каладжик-кала в Багатском районе Хорезмской области. Они выполнялись в соответствии с планом с 1-30 апреля 2021 года Хорезмской археолого-этнографической молодёжной экспедицией.
Перед началом экспедиции для студентов, магистрантов и докторантов в Хорезмской академии Мамуна и УрГУ проводились специальные курсы по методам полевых исследований, велась научная, теоретическая и практическая подготовка.
В ходе исследований крепости были изучены данные о времени возникновения памятника. На основе находок строительных материалов и керамики были изучены элементы оборонной системы памятника, этапы исторического развития. На основании полученной информации были найдены данные, подтверждающие существование памятника с V века — конца IV века до нашей эры и то, что жизнь продолжалась до XI веков. Научные исследования, проведенные в реальных полевых условиях, сыграли важную роль в формировании важных навыков и знаний у студентов, которые были участниками экспедиции. Они ознакомились с методикой проведения археологических раскопок, практиковались в обработке и ремонте находок.
В конце исследования, часть раскопанной оборонительной стены была отремонтирована студентами традиционным способом с помощью штукатурки саман (в виде практического занятия) и подготовлена в качестве зрелищного объекта для туристов.

## Крепость Каладжик-кала
Крепость Каладжик-кала расположена на берегу соленого озера, и она считается одной из самых старых крепостей на территории древнего Хорезма. Высота стены составляет 14 метров, а ширина — 2,5 метров. Впечатляет открывающийся вид на песчаные барханы Каракумов с вершины крепости. С песками пустыни граничат сельскохозяйственные угодья с оросительной системой. Особенностью этого укрепления является удивительное озеро. На его берега приезжали на лечение с незапамятных времен, ведь место обладает природно-климатическими условиями, идеально подходящие для лечения от ревматизма, болей в спине и суставах. Полезные элементы, входящие в состав воды озера, способствуют улучшению работы сердечно-сосудистой системы, стабилизируют кровообращение.
Слава о богатых целебных свойствах воды сохранилась и по сей день. Сегодня рядом с уникальным археологическим памятником расположился оздоровительный центр «Каладжик».

## Памятник Кат-кала
Памятник Кат-кала с богатыми культурными слоями ещё полностью не исследован. Обширные археологические исследования способствуют освещению процессов, связанных с формированием городской культуры древних и средних веков. В мае 2021 года археологи и ученые-историки Хорезмской академии Мамуна внимательно ознакомились с работами отдела археологии Института социальных и гуманитарных наук Республики Каракалпакстан, а также с процессом совместных экспедиционных исследований археологов Российской Академии наук на памятнике Кат-кала.
Ведущие российские ученые С. Б. Болелов, А. С. Балахванцевы провели взаимный обмен мнениями о перспективных археологических объектах, которые можно было бы исследовать в Хорезмском оазисе.
По некоторым этнографическим данным, памятник также носит название «Девсолган». Исследования по локализации замка в произведениях средневековых зодчих не упоминался. Подробную письменную информацию об этой крепости можно найти в основном в местных и русских источниках XVIII—XIX веков.
Проведенные до независимости исследования проанализировали стратиграфические слои города, по результатам предварительных выводов было установлено, что объект имеет богатые культурные слои и сложную топографическую структуру, указав на наличие здесь 4 стадий жизни: 1 этап — тысячелетие. IV—III века; 2 этап — тысячелетие VII—VIII веков; 3 этап — IX—XI века; 4 этап — XVII—XIX века. В это время в результате исследований, проведенных в западной части памятника, была установлена его древность (IV—III вв. до н. э.). Позже выявленные и изученные остатки архитектурных сооружений дали последнюю датировку (II—IV вв. н. э.).
Памятник имеет форму трапеции в плане планировки, ярко выраженную контуром мощных облученных стен. Длина северной стены города составляет 290 м, южной — 285 м, восточной — 270 м и западной — 310 м, а общая площадь города составляет 9,5 га. Сохраненная высота стен не везде одинаковая. Лучше всего сохранившаяся часть стены прослеживается в юго-западном углу памятника и отличается от средней части города до 11 м. Самая низкая высота стены — 2-3 м, отмечается в части от юго-восточного угла до середины восточной стены.
В свою очередь, в ходе исследований также были обнаружены фрагменты керамики первой и последней древности, фрагменты мраморных горшков и керамической посуды более поздних этапов городской жизни, а также медные кольца, в том числе фрагменты сосудов, характерных для архаического периода из нижних слоев, которые дают новую информацию о восстановлении города.
Проведенные в июне 2021 года исследования западной части города в очередной раз показали, что Хорезмская долина памятника имеет большое значение для истории урбанизационных процессов древнего периода. В его древнейших слоях удалось выявить остатки крупных монументальных архитектурных сооружений. В V веке он представил полы, доказывающие свое существование.
Вместе с тем, в левобережье Кат-Кале жизнь продолжалась с короткими перерывами в течение всего античного периода и средних веков, и после нашествия монголов долгое время оставался в заброшенном состоянии до конца XVII века. В 1681 году Анушахон вновь восстановил город Новый Кат. Последний житель покинет её в 1961 году и снова город останется в заброшенном состоянии.
В настоящее время практически все стены крепости сохранены как холмы. До недавнего времени на его южной стене поднимались стены из пахсы, построенные во времена ханства, до 3 м толщиной. В настоящее время в некоторых местах видны только сохранившиеся фундаменты. В древности стены левого берега Кат-кала были двойными, как и в других замках Хорезма. Ворота расположены между восточной стеной во все времена. В древности нет сомнений, что это были лабиринтовые ворота. В поздние времена крепостные ворота, как и традиционные средневековые ворота, имели на боках свои кунгуры.
По словам ученого Б. П. Садуллаева памятник достоин мирового внимания. Многослойность города и возможность хорошо сохраненного открытия древних оборонительных стен под землей ещё больше повысят важность изучения памятника в будущем. Это позволит реализовать перспективные планы туризма путем реконструкции открытых оборонных стен, остатков жилых или монументальных архитектурных сооружений на раскопочных объектах и превращения их в музей. Если рядом с консервированным памятником будет создан музей, то собранные в результате археологических исследований находки могут стать фондом экспозиции этого музея.
Московский государственный университет в журнале «Вестник МГУ. История» разместил статью «Исторические сведения о левобережном Кяте в упоминаниях русских путешественников, купцов, ученых и военных XVIII—XIX вв». А на заседании Международного культурного форума «Центральная Азия на перекрестке мировых цивилизаций» под эгидой ЮНЕСКО, была подана заявка на участие в мероприятиях, организованных в рамках Международной конференции «Вопросы сохранения памятника Левобережного Кат-кала и перспективы его использования в качестве туристического объекта».
В первом полугодии 2021 года были проведены научные исследования на памятниках Каладжик-кала и Кат-кала на левом берегу Хорезмской области. Исследования все ещё продолжаются.

## Топрак-кала Шаватская
Топрак-кала Шаватская является ещё одним археологическим памятником и находится в селе Анбар-Манок. Топрак-кала Шаватская — малоизученный археологический объект. Первые раскопки (раскопки нескольких помещений внутри крепости) проводились в 1979—1980 гг. археологами Шахабадским археологическим отрядом Каракалпакского отделения АН Узбекистана под руководством Мирзамурата Мамбетуллаева. В настоящее время исследованием Топрак-калы Шаватской занимаются археологи Хорезмской Академии Маъмуна (г. Хива) и Ургенчского государственного университета (г. Ургенч) с.н.с. Бахрам Садуллаев. Стены крепости первоначально сделаны из прямоугольного сырцового кирпича и имеют форму правильного круга. Форма сооружения наводит на мысль о культовом назначении сооружения. Его общая площадь — 4 га.
В 1980 году в слоях второго строительного горизонта (II в. до н. э. — III в. н. э.) были найдены парные глиняные статуэтки: статуэтка, изображающая коня (изготовлена из красноватого цвета глины хорошего обжига, снаружи нанесен красный ангоб; размеры: длина −11 см, высота — 7 см), и статуэтка с туловищем быка и головой человека, предположительно, Гопатшаха — персонажа зороастрийской мифологии (Гопатшах — «царь-пастух») (имеет длину 10,6 см, высоту — 8 см)
Памятник в древности был окружен оборонительной стеной и имел полукруглые башни. Во внутренней части города не заметны остатки общественных построек, отсутствуют арки.
Город имел ворота с северной и южной сторон. В 1999—2000 годах ученые археологической группы кафедры истории, археологии и философии Хорезмской академии Мамуна провели раскопки в Топрак-кале и изучали историю оборонительной системы. Выяснилось, что верхняя часть оборонительной стены со всех четырёх сторон сложена из равных кирпичей-сырцов. При этом зачистка проводилась между полукруглыми башнями с внешней стороны стены, площадь защиты 22 м, выход башни от стены в сторону 5,25-6,25 м, внутри прямоугольная комната, размер 2.21-2.62x7, 07-7,22 м. Стена и башня были сначала из соломы, затем из сырцового кирпича, равного со всех четырёх сторон. Размеры — 40х40х10 см, 41х41х12 см.
Археологические находки наглядно демонстрируют, что история становления и развития замка Топрак-кала состоит из трех периодов строительства. В период I строительства, замок был окружен пахсовой стеной с коридором и полукруглыми башнями. Период II строительства. На пахсовой стене возведена стена из сырцового кирпича с четырьмя равными сторонами. Кирпич такого размера также использовался при строительстве башни. Внутри замка вдоль стены были построены жилые помещения.
Во время III периода строительства поверх кирпичной стены была возведена стена из сырцового смешанного. К 4 веку нашей эры культурная жизнь в замке прекратилась.

## Городище Ваянган
На территории города расположено городище Ваянган (II в. до н. э.), или как его называют местные жители Воёнган бобо. В плане было прямоугольное сооружение, на высоте 2-3 м над землей. Его размер 280×360 м. Очевидно, что по внутреннему устройству памятник делится на две части. В древности он был окружен стеной, и её сохранность варьируется. Особенно в южной части выделяются остатки хорошо сохранившейся стены и полукруглые башни. В углу — полукруглые сооружения. Стена была построена сначала из пахсы, затем из четырёх равных сторон (40x41x9-11см). С восточной стороны находится вторая часть памятника размером 320×220 м. Западная часть города занимала 10 акров. Произведена резка стены в западной части памятника, в результате чего было выделено два периода строительства: первый период строительства — стена из соломы, высота 2,94 м, ширина коридора 2,5 м, толщина стены 4,5 м. Во второй период строительства построили на пахсе квадратную стену из сырцового кирпича (40x40x10). Верхняя часть оборонительной стены была построена в V—IX веках нашей эры, то есть в третий период строительства. Коридор античности заполнен пахсадевором — стеной из пахсы. В этот период высота составляла 1 метр, толщина 4 метр. Никакой дополнительной стены снаружи и внутри оборонительной стены нет. Похожая ситуация наблюдается и в стенной башне. В раннем средневековье культурная жизнь продолжалась в западной и восточной частях памятника. Территория города расширялась на восток, и к IX—X векам общая площадь составляла 17 га.
Проводить археологические исследования памятника нет возможности, так как он был превращен местными жителями в мазар.

## Паломнические места
На территории района расположены мазары святынь «Ваянган бобо», «Араб Бобо», «Пак Бобо», так же место паломничество святого Юсуфа Хамадоний. За годы независимости увековечены имена святых, мыслителей и просветителей, также в их честь установлены памятники, проведены работы по уходу за их могилами.
Среди таких святынь особое место занимает мемориальный комплекс Юсуфа Хамадани, что находится в селе Бешмерган. Здесь захоронены три видных представителя исламского мира Ходжа Юсуф Хамадани, Ходжа Абдукадир Гилани (Гавсум Аъзам) и Ходжа Саййид Али Хамадани.
Юсуф Хамадани родился в 1048 году, полное имя святого звучит так- Абу Якуб Юсуф Ибн Аюб ибн Хусейн Хамадани. Памятный мавзолей Юсуфа Хамадани из покон веков считался местом паломничества. Каждый год здесь народ собирался из дальних и близких сёл, проводились обряды жертвоприношения. Эти обряды начинались в четверг днём и заканчивались в пятницу намазом. Юсуф Хамадани был основателем Ходжаганского учения, занимался просветительской деятельностью в Средней Азии. В своих трудах он писал о духовном богатстве человека, о воспитании, а также о том, что человек должен быть стойким перед жизненными испытаниями. Ходжа Юсуф Хамадани был из рода пророка Мухаммеда. Юсуф Хамадани жил в Хорезме в 1105—1115 годах. Он предсказывал будущие события в жизни человека, лечил людей, советовал как вести себя в разных жизненных ситуациях. В сказаниях говорится о том, что Юсуф Хамадани лечил душевно больных людей одним взглядом, физически больных лечил прикосновением руки. Он воспитал более 500 своих последователей. В их число входили знаменитый Азим Ходжа Абдулла Барраки, Ходжа Хасан Авдоки, Ходжа Ахмад Яссавий и Ходжа Абдухалик Гиждувони. Ходжа Юсуф Хамадани автор работ «Рутбат ул-хаёт», «Рисолаи дар одоби тарикат», «Рисола фи аннал кавна мусаххарун лил-инсон». В своих работах он призывает людей к духовному обогащению, честности, доброте.
В начале 90-х и 2000-х годах был отремонтирован мемориальный комплекс Ходжи Юсуфа Хамадани. Были построены здания для паломников, столовая, книжный магазин с продажей религиозной литературы и культовыми принадлежностями. Была построена пятничная мечеть, а также выложены дорожки из бручатки. Созданы все условия для полноценного паломничества к святыне. Вокруг мемориального комплекса посажено много деревьев, которые своими кронами уже дают тенистые места. У входа с южных ворот находится мемориальная доска с именами земляков из Шавата, погибших в годы Второй мировой войны. У входа восточных ворот мемориального комплекса Ходжи Юсуфа Хамадани находится колодец с чистой холодной водой.
Вокруг большинства культовых мест создается современная туристическая инфраструктура.

## Водоснабжение
Хорезмский регион, в том числе и Шаватский район, является одним из крупнейших центров, основанных на системе искусственного орошения, окруженным безлюдными пустынями. Крупные оросительные отрасли, построенные нашими предками, сыграли важную роль не только в культуре земледелия, но и в развитии градостроительной культуры, которая в целом достигла прогресса. Однако со временем возникла проблема с водой. И за годы независимости был принят ряд мер по улучшению данного вопроса.
Правительство Японии в 2010 году предоставило Узбекистану гранты, которые были направлены на улучшение обеспечения питьевой водой населения трех районов и состояния ирригационных и дренажных систем. В числе трех районов был Шаватский — было выделено $84800 хокимияту Шаватского района.
7 мая 2019 года целях дальнейшего улучшения обеспечения населения и хозяйствующих субъектов г. Ургенча, г. Питняк, Багатского, Гурленского, Шаватского, Ханкинского и Хазараспского районов Хорезмской области качественной питьевой водой, а также расширения сотрудничества с Европейским банком реконструкции и развития, КМ Уз. принял Постановление «О мерах по реализации проекта „модернизация системы водоснабжения и канализации Хорезмской области“ с участием европейского банка реконструкции и развития».